# Глётт
Глётт (нем. Glött) — община в Германии, в земле Бавария. 
Подчиняется административному округу Швабия. Входит в состав района Диллинген-ан-дер-Донау. Подчиняется управлению Хольцхайм (бай-Диллинген-ан-дер-Донау).  Население составляет 1098 человек (на 31 декабря 2010 года). Занимает площадь 10,99 км².